# 이동초등학교 (경남)
이동초등학교는 대한민국 경상남도 남해군 이동면 석평리에 있는 공립 초등학교이다.

## 학교 연혁
- 2020년 9월 1일 제32대 김선자 교장 부임
- 2020년 1월 15일 제99회 졸업식(총 졸업생수 6,143명)
- 2019년 1월 8일 제98회 졸업식(총 졸업생 수 6,115명)
- 2003년 3월 1일 다초분교장 통폐합
- 1999년 9월 1일 성남초등학교 통폐합
- 1996년 3월 1일 이동초등학교로 개칭[1]
- 1992년 3월 1일 금천분교장 통폐합
- 1981년 3월 1일 병설유치원 설립인가
- 1941년 4월 1일 이동공립국민학교로 개칭[2]
- 1938년 4월 1일 이동공립심상소학교로 개칭[3]
- 1920년 4월 1일 동명공립보통학교 개교
- 1910년 4월 1일 사립 동명학교 설립인가

## 학교 상징
- 우리 학교 꽃 - 모란
  - 특성 : 약용 (해열, 진통) 2. 정신의 바탕 가. 붉은 꽃은 성실한 마음 나. 푸른색 꽃잎은 바른행동 3. 정신 : 성실, 부귀
- 우리 학교 나무 - 황금편백
  - 특성 : 상록교목, 정원수 2. 정신의 바탕 가. 더위나 추위에도 잘 자라는 튼튼한 몸 나. 늘 푸른 모습의 바른행동 다. 잘자라는 높은 기상 3. 정신 : 건강, 바른행동, 높은 기상

## 참고 자료
- 이동초등학교 - 한국교육학술정보원 학교알리미